# Pseudocuma tenuicauda
Pseudocuma tenuicauda är en kräftdjursart som beskrevs av Sars 1894. Pseudocuma tenuicauda ingår i släktet Pseudocuma och familjen Pseudocumatidae. Inga underarter finns listade i Catalogue of Life.